# Tomiko Ariki
Tomiko Ariki (jap. 有木 とみ子, Ariki Tomiko; * um 1940) ist eine japanische Badmintonspielerin. 

## Karriere
Tomiko Ariki siegte 1959 erstmals bei den nationalen Titelkämpfen in Japan, wobei sie die Mixedkonkurrenz gemeinsam mit Katsuhide Kitajima gewinnen konnte. Weitere Titelgewinne folgten 1962, 1963, 1964, 1968 und 1969 im Mixed sowie 1963 im Damendoppel.

## Sportliche Erfolge
| Saison | Veranstaltung                | Disziplin   | Platz | Name                              |
| ------ | ---------------------------- | ----------- | ----- | --------------------------------- |
| 1959   | Japan: Einzelmeisterschaften | Mixed       | 1     | Katsuhide Kitajima / Tomiko Ariki |
| 1962   | Japan: Einzelmeisterschaften | Mixed       | 1     | Tadao Hoshino / Tomiko Ariki      |
| 1963   | Japan: Einzelmeisterschaften | Mixed       | 1     | Tadao Hoshino / Tomiko Ariki      |
| 1963   | Japan: Einzelmeisterschaften | Damendoppel | 1     | Tomiko Ariki / Hiromi Mihara      |
| 1964   | Japan: Einzelmeisterschaften | Mixed       | 1     | Tadao Hoshino / Tomiko Ariki      |
| 1968   | Japan: Einzelmeisterschaften | Mixed       | 1     | Kenji Suzuki / Tomiko Ariki       |
| 1969   | Japan: Einzelmeisterschaften | Mixed       | 1     | Kenji Suzuki / Tomiko Ariki       |